# الجمعية الأسترالية لأطباء التخدير
الجمعية الأسترالية لأطباء التخدير (بالإنجليزية: Australian Society of Anaesthetists)‏ هي جمعية تسعى إلى تعزيز مصالح التخدير وأطباء التخدير.

## التاريخ
تأسست الجمعية الأسترالية لأطباء التخدير في عام 1934 على يد جيوفري كاي. تم تأسيسها كوسيلة لتبادل الأفكار، ولتوزيع المذكرات حول مواضيع ذات أهمية التخدير، ولإجراء الاستفسارات المتعلقة بالمشاكل في ممارسة التخدير في أستراليا.
تعد الجمعية الآن واحدة من أكبر الجمعيات الطبية الرائدة في أستراليا، حيث تقدم مجموعة من الخدمات عالية الجودة للأعضاء. تتكون العضوية من أخصائي التخدير وكذلك المتدربين المسجلين وأطباء التخدير الممارسين غير المتخصصين.

## الإدارة
يحكم الجمعية مجلس إدارة مكون من سبعة أعضاء يتألف من الرئيس الحالي والأخير السابق، وأمين الصندوق، وعضو المجلس التنفيذي، ومدير مستقل، وعضوين ينتخبهم مجلس الجمعية. يتكون المجلس من نفس المجموعة بالإضافة إلى نائب الرئيس وعدد من ممثلي الولايات والأقاليم ورؤساء لجان الجمعية.